# Javad Foroughi
Javad Foroughi (persisch جواد فروغی; * 11. September 1979 in Dehloran) ist ein iranischer Sportschütze.

## Erfolge
Javad Foroughi absolvierte 2017 seine ersten internationalen Wettkämpfe im Sportschießen. Bei den Asienspielen 2018 in Jakarta belegte er mit der Luftpistole noch den 21. Platz, ehe er ein Jahr später bei den Asienmeisterschaften in Doha in dieser Disziplin Dritter wurde. Eine weitere Bronzemedaille gewann er mit der Luftpistole in der Mixed-Mannschaft.
Foroughi trat bei 2021 ausgetragenen Olympischen Spielen 2020 in Tokio mit der Luftpistole in zwei Wettbewerben an. Er qualifizierte sich im Einzel als Fünfter mit 580 Punkten für das Finale, in dem er mit 244,8 Punkten einen neuen Olympiarekord aufstellte. Mit dieser Punktzahl ließ er die gesamte Konkurrenz inklusive Damir Mikec aus Serbien und dem Chinesen Pang Wei auf den Rängen zwei und drei hinter sich und gewann als Olympiasieger die Goldmedaille. Er trat außerdem mit Hanieh Rostamian in der Mixedkonkurrenz an und belegte mit ihr den achten Platz in der ersten Qualifikationsrunde. In der zweiten Runde schieden die beiden als Fünftplatzierte schließlich aus.
Er gehört als Krankenpfleger der Iranischen Revolutionsgarde an.